# Cantón Arajuno
El Cantón Arajuno es una municipalidad de la provincia de Pastaza. Su cabecera cantonal es la ciudad de Arajuno.  Su población es de 6.491 habitantes, tiene una superficie de 8.767 km².  Su alcalde actual para el período 2015 - 2019 es el Lc. Elario Tanguila

## Límites
- Al norte con las provincias de Napo y Orellana.
- Al sur con el cantón Pastaza.
- Al este con el Perú y Orellana.
- Al oeste con los cantones Pastaza y Santa Clara.

## División política
Arajuno tiene dos parroquias:

### Parroquias urbanas
- Arajuno (cabecera cantonal)

### Parroquias rurales
- Curaray